# Tatjana Bokan
Tatjana Bokan (ur. 9 kwietnia 1988 w Barze) – czarnogórska siatkarka, grająca na pozycji przyjmującej. 

## Przebieg kariery
| 2004–2006                 | VK Luka Bar                       |
| 2006–2010                 | OK Spartak Subotica               |
| 2010–2011                 | Frogorcani Soverato               |
| 2011–2013                 | ASPTT Mulhouse                    |
| 2013–2014                 | RC Cannes                         |
| 2014–2015                 | ASPTT Mulhouse                    |
| 2015–2016                 | Hisamitsu Springs                 |
| 2016–2017                 | Azerrail Baku                     |
| 2017–2018                 | MyCicero Pesaro                   |
| 2018                      | Jakarta BNI Taplus                |
| 2018–2019                 | Linamar Békéscsabai RSE           |
| 2019–2020                 | Zhejiang Volleyball               |
| 2020                      | Chery Tiggo Crossovers            |
| 2021–2022 (do 07.01.2022) | Polskie Przetwory Pałac Bydgoszcz |
| 2022– (od 15.01.2022)     | SC Potsdam                        |

## Sukcesy klubowe
Liga serbska:
- 2010

Liga francuska:
- 2014[6]
- 2012
- 2013

Puchar Francji:
- 2014[7]

Klubowe Mistrzostwa Azji:
- 2015[8]

Puchar Cesarza:
- 2015

Liga japońska:
- 2016

Liga azerska:
- 2017

Liga węgierska:
- 2019

Liga niemiecka:
- 2022[9]